# 三角洲4號運載火箭
三角洲4號運載火箭是三角洲系列運載火箭的一個型號，由波音综合国防系统集团（IDS）設計，由位在阿拉巴馬州迪凱特的聯合發射同盟（United Launch Alliance）所建造。在最後一次位於聯合發射同盟的會議上，三角洲4號運載火箭也參與美國空軍的改進型一次性運載火箭計畫(Evolved Expendable Launch Vehicle,EELV)，整個計畫的宗旨在於商業化的運載火箭，並降低發射成本和提高運送到軌道的重量。三角洲4號運載火箭有五種衍生型：三角洲四號中型運載火箭，三角洲四號中型+運載火箭（內有三種衍生：（4,2）、（5,2）、（5,4），數字前者代表整流罩的外直徑，後者則代表小型固態火箭數量），還有三角洲四號重型運載火箭，多樣化的型式是為了符合特殊的酬載物尺寸，三角洲4號運載火箭是首要符合美國軍方需求的運載火箭。
三角洲4號運載火箭在水平組裝廠（Horizontal Integration Facility）進行裝配，發射地點則是在卡納維爾角LC-37B發射臺，另一座發射臺在范登堡空軍基地SLC-6發射臺。

## 運載火箭技術諸元
三角洲4號運載火箭的第一節有一個（三角洲四號重型運載火箭有三個）公共推进核心（CBC），所使用的引擎是洛克达因的RS-68火箭引擎。 

### 第一節（RS-68火箭引擎）

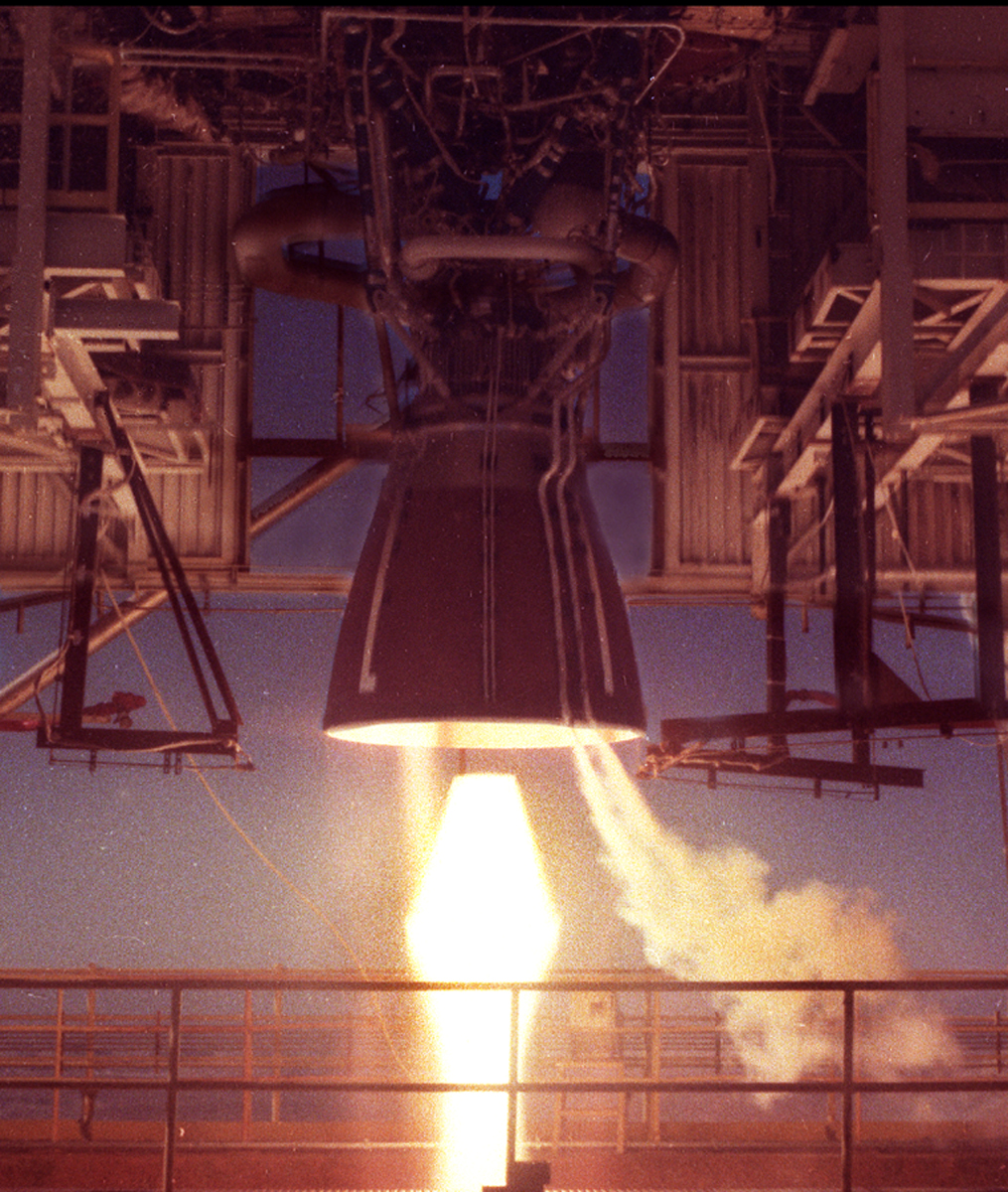
RS-68火箭引擎

RS-68火箭引擎是美國自1970年代的太空梭主引擎（SSME）以來設計的第一個以液態氫／液態氧為燃料的大推力引擎，它的每顆推力大於美國太空梭的主引擎（SSME）。製造RS-68火箭引擎的主要目的是為了製造比太空梭主引擎成本更低廉的火箭引擎（每顆RS-68火箭引擎的價格約二千至二千五百萬美元；而每顆太空梭主引擎的價格大於五千五百萬美元）。儘管RS-68火箭引擎的大小比太空梭主引擎大很多，並且為了降低成本而降低引擎的內部壓力及比衝，燃燒效率較低，但建造一枚火箭所需時間、需要的零件數量、總價格及建造所需人力都比太空梭主引擎少得多。一般情況下，RS-68火箭引擎於飛行的前幾分鐘以預設推力的102%運行，到第一節脫離前節流閥將推力降低到預設推力的58%。在三角洲四號重型運載火箭的衍生型中，中央的標準核心火箭在升空50秒後會將推力調到預設推力的58%，其它兩支輔助用標準核心火箭會以預設推力的102%運行，如此可以延長中央的標準核心火箭的推進時間，在兩支輔助用標準核心火箭脫離之後，中央的標準核心火箭又會以預設推力的102%飛行，直到引擎關閉前推力降到預設推力的58%。RS-68火箭引擎可以機動地隨時改變推力。

### 第一節（燃料槽配置）
RS-68火箭引擎的上方液態氫燃料槽是用鋁製的等網格差線（一種網格樣式由機器製做在燃料槽的內部可減輕重量）做成的，再將鋁製的等網格差線經由可製成圓柱體的機器成型，變為圓柱體的鋁製等網格差線稱為核心主體；液態氧燃料槽也是用鋁製等網格差線技術所完成。第一節接近引擎的部分有傘狀隔熱罩。在標準核心火箭的後側有一個纜線通道，主要功能是讓電線及訊號線可以不受振動而脫落，另有一個運送液態氧的管線從燃料槽沿著火箭外壁接到RS-68火箭引擎。任何衍生型的標準核心火箭的外直徑都是5公尺。 

### L-3飛行慣性導航系統
L-3飛行慣性導航系統（L-3 Communications Redundant Inertial Flight Control Assembly,RIFCA）不僅用在三角洲4號運載火箭，也用在三角洲二號運載火箭。雖然軟體設計上有一些不同，但L-3飛行慣性導航系統的特色是使用一組六條環狀雷射的陀螺儀和一個加速表，使三角洲4號運載火箭更準確的進入軌道。

### 第二節

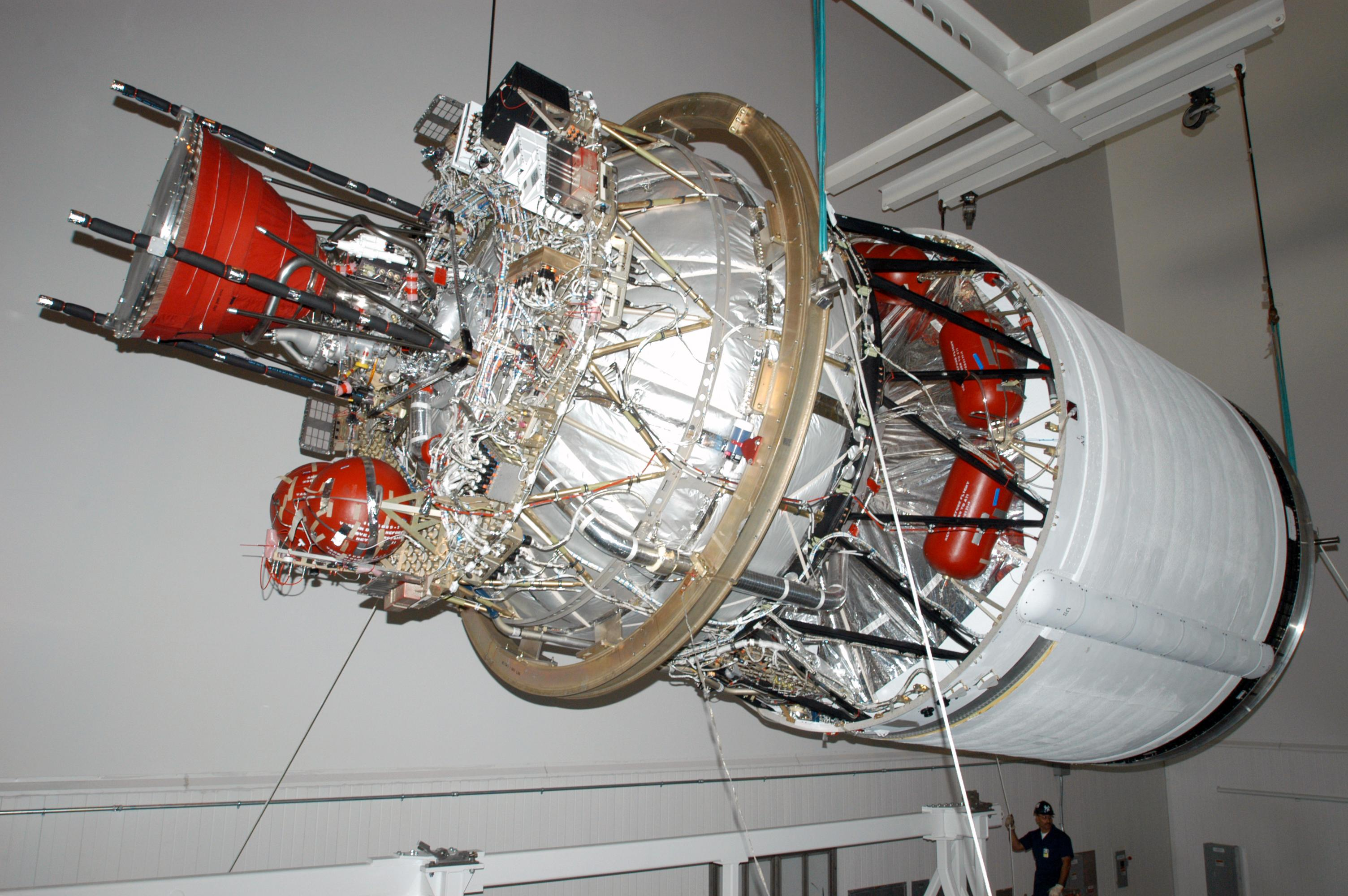
三角洲4號運載火箭的第二節

三角洲4號運載火箭的第二節和三角洲三號運載火箭的第二節是完全相同的，但燃料槽衍生出兩種型式：一種是直徑4公尺的原型，用來酬載較細長的人造衛星；另一種是直徑5公尺的改良型，用來酬載較寬的人造衛星。第二節所使用的引擎是普拉特&惠特尼（Pratt & Whitney）公司所製造的RL-10B2火箭引擎，RL-10B2火箭引擎的特色是使用炭纖維噴嘴，特殊材質造就了特異的推力。

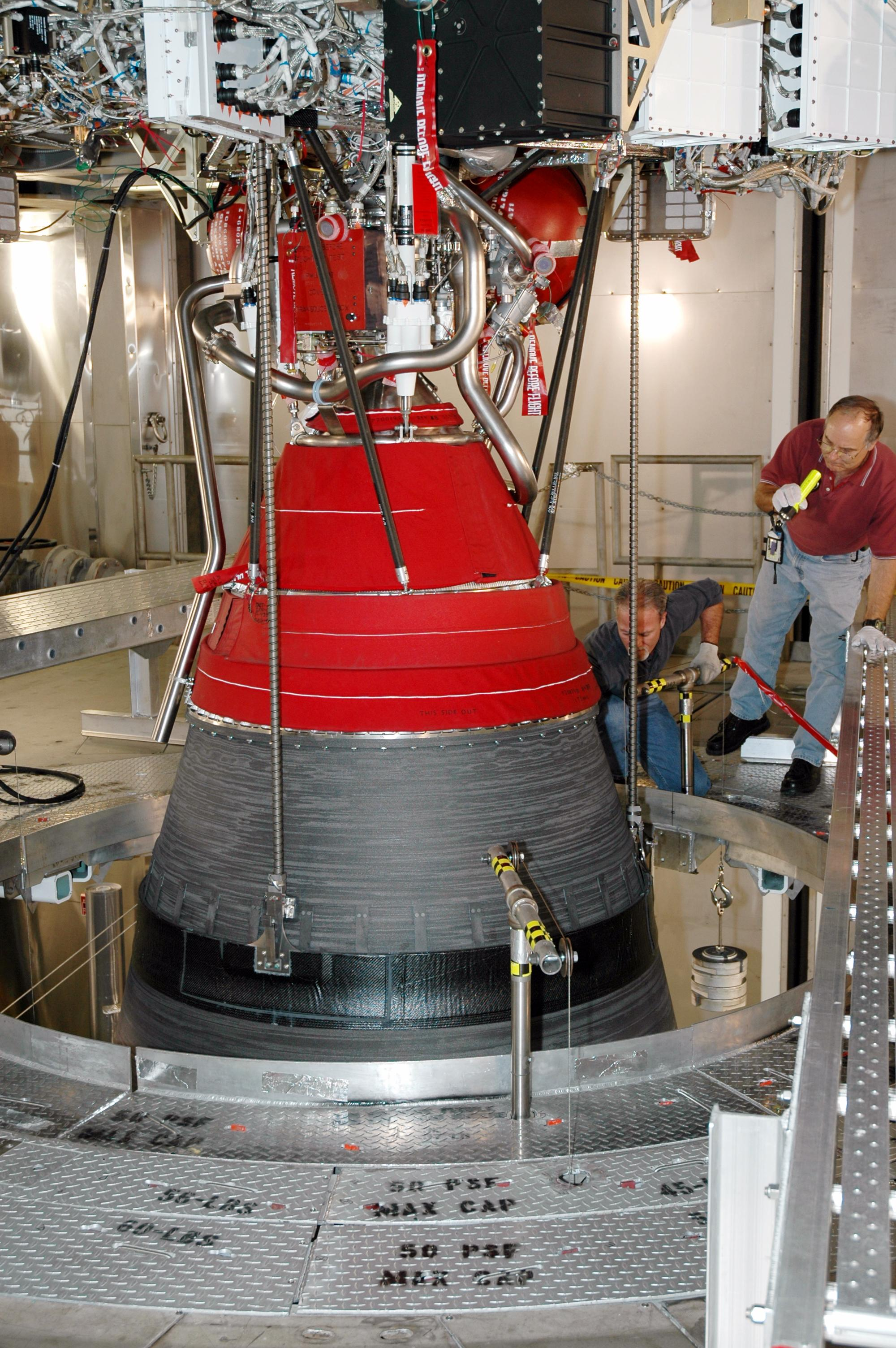
RL-10B-2火箭引擎

### 節間段
節間段是為了連接第一節和第二節燃料槽，由5公尺直徑縮減為4公尺直徑的節間段是傘狀切掉上方的形狀；5公尺直徑的節間段則是圓筒直柱。兩種不同型式的節間段均由複合材料所製成。 

### 酬載艙
為了符合各種不同型狀的人造衛星，囊狀酬載艙的種類也非常多樣，4公尺外直徑的酬載艙是延續三角洲三號運載火箭的酬載艙；5公尺外直徑的酬載艙是加大後用在部分三角洲四號中型+運載火箭或三角洲四號重型運載火箭中。三角洲重型運載火箭除了外直徑為五公尺外，也使用較其它三角洲系列運載火箭長的酬載艙。酬載艙由鋁製等網格差線製成，與液態氫／液態氧燃料槽的內襯相似。

## 商業化酬載
三角洲4號運載火箭於全球運載火箭的需求大於人造衛星需求之時進入商業運載人造衛星市場，加上新設計的商業運載火箭難以在商業運載人造衛星市場中找到客戶，以及三角洲4號運載火箭的發射價格高於其他已在商業運載市場發射多年的運載火箭，因此在2003年，波音公司放棄在商業運載人造衛星市場推銷三角洲四號系列運載火箭的計畫，轉型為單次發射價格較高且需求量較低的非商業運載火箭。在2005年，波音公司聲稱可能會讓三角洲4號運載火箭重新回到商業運載市場，然而到了2006年，並沒有更進一步的回應對2005年重返商業運載火箭做聲明。除了一次以外，最初三角洲4號運載火箭的發射都是由美國政府支出，每一次發射的價格介於1億4千萬美元到1億7千萬美元。

## 衍生型

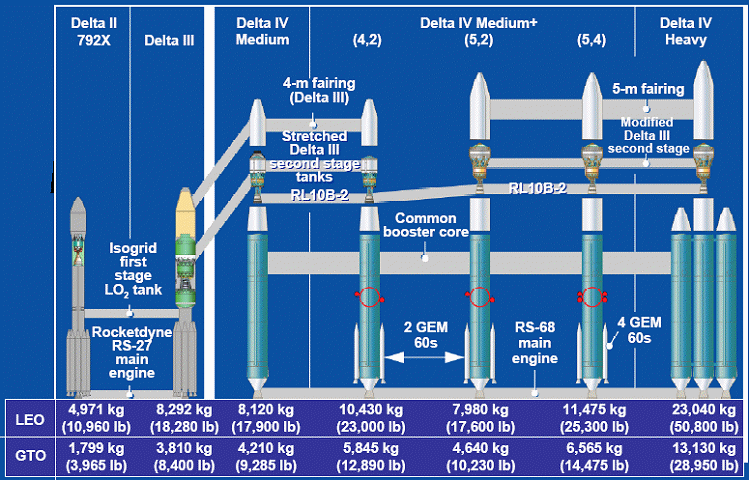
三角洲4號運載火箭的衍生型比較

### 三角洲四號中型運載火箭
三角洲四號中型運載火箭（代碼：三角洲9040）是整個三角洲四號系列運載火箭最基本的型式，它的配備僅有一支標準核心火箭及一個和三角洲三號運載火箭一樣的第二節（4公尺直徑液態氫／液態氧燃料槽與4公尺外直徑酬載艙），三角洲四號中型運載火箭的酬載能力可將質量4,210公斤（9,285磅）之人造衛星送至地球同步軌道（Geosynchronous Transfer Orbit,GTO）。 

### 三角洲四號中型+運載火箭(4,2)

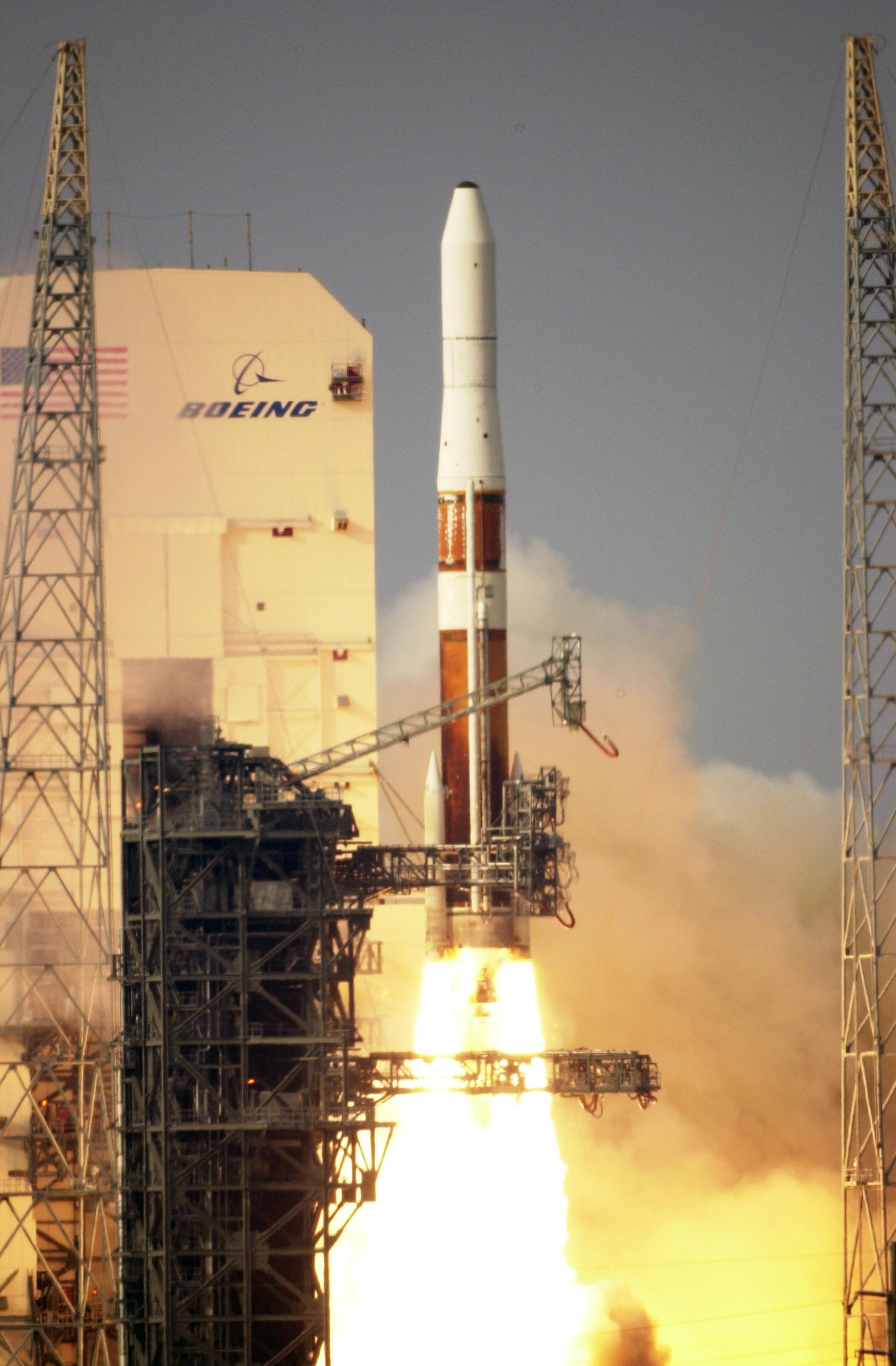
三角洲四號中型+運載火箭（4,2）發射GOES-N衛星

三角洲四號中型+運載火箭(4,2)（代碼：三角洲9240）與三角洲中型運載火箭有些相似，但有兩支由Alliant公司建造的1.5公尺（60英呎）直徑的固態輔助火箭，燃料為石墨環氧基（Graphite-Epoxy Motors,GEM-60s）。固態輔助火箭用來增強酬載能力，因此三角洲四號中型+運載火箭（4,2）酬載能力可將5,845公斤（12,890磅）的人造衛星送至地球同步軌道。

### 三角洲四號中型+運載火箭(5,2)
三角洲四號中型+運載火箭(5,2)（代碼：三角洲9250）與三角洲四號中型+運載火箭（4,2）非常相似，不同之處是有5公尺的直徑的第二節液態氫／液態氧槽和5公尺外直徑的酬載艙。因為額外的酬載艙重量和第二節增重，三角洲四號中型+運載火箭（5,2）的酬載能力僅4,640 公斤（10,230磅）到地球同步軌道，較三角洲四號中型+運載火箭（4,2）的酬載能力差。 

### 三角洲四號中型+運載火箭(5,4)

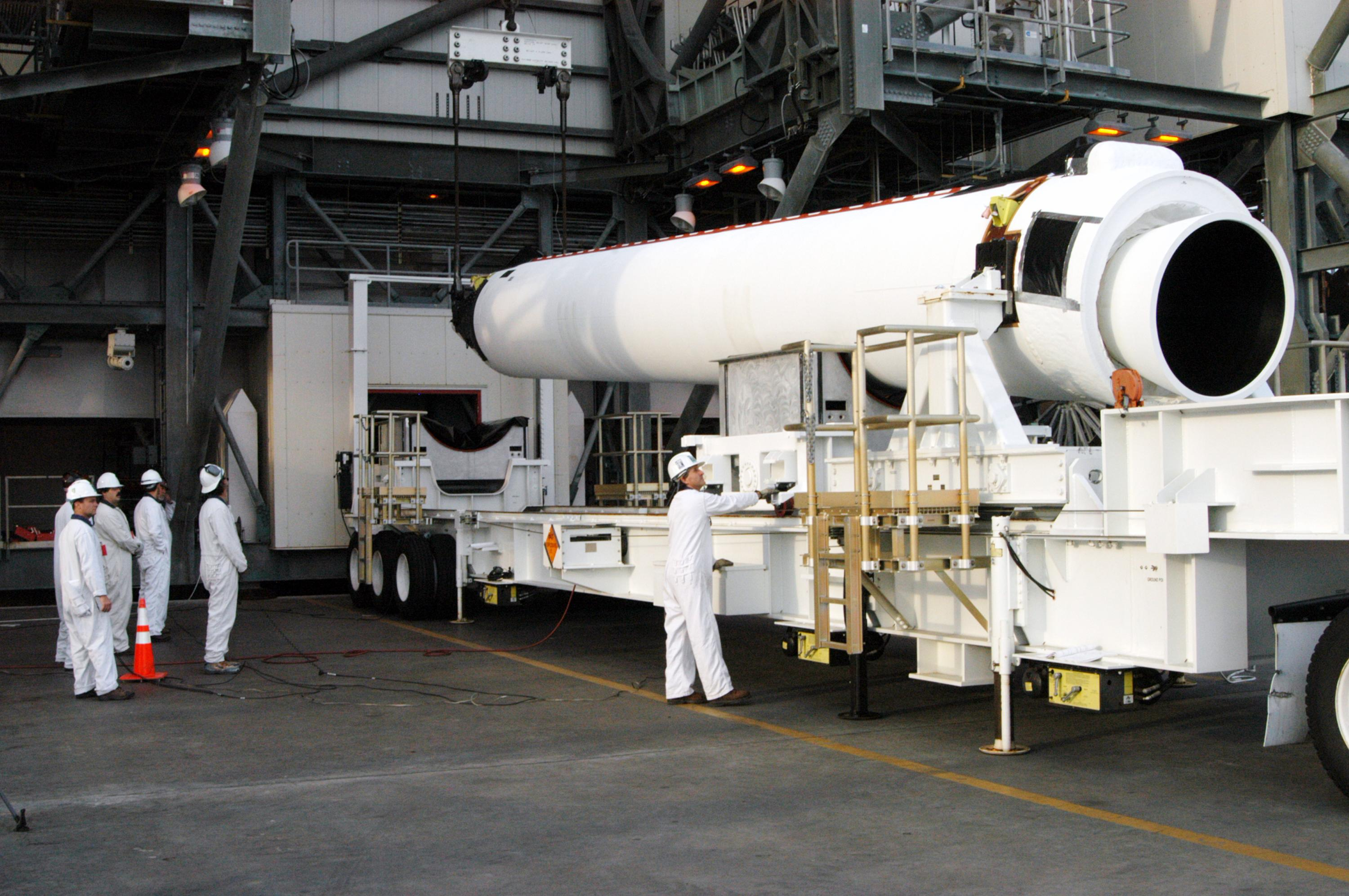
石墨環氧基-60固態輔助火箭（GEM-60）

三角洲四號中型+運載火箭(5,4)（代碼：9450）與三角洲四號中型+運載火箭（5,2）相似，但有四支GEM-60s固態輔助火箭，酬載能力可將6,565公斤（14,475磅）的人造衛星到地球同步軌道。

### 三角洲四號重型運載火箭

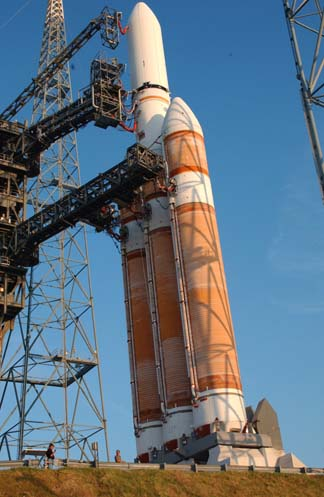
首次三角洲四號重型運載火箭發射，有三枚標準核心火箭

三角洲四號重型運載火箭（代碼：三角洲9250H）與三角洲四號中型+運載火箭（5,2）相似，除了兩支GEM-60s固態輔助火箭被替換為兩支標準核心火箭（CBC）。這兩支輔助用標準核心火箭較中央的標準核心火箭早脫離。三角洲四號重型運載火箭使用由複合材料製成的5公尺外直徑酬載艙，但也可使用泰坦四號運載火箭的三等分鋁製整流罩，在發射DSP-23衛星時首次使用。
三角洲四號重型運載火箭酬載能力（不同軌道具有不同酬載能力）:
·地球同步軌道（GTO）（介於低地球軌道和地球靜止軌道之間的橢圓軌道）:13,130公斤（28,950磅）。 
·地球靜止軌道(GEO) 6,275公斤。  
·地球逃脫軌道：9,306公斤。 
三角洲四號重型運載火箭的發射質量大約733,000公斤，比太空梭（2,040,000公斤）少很多。

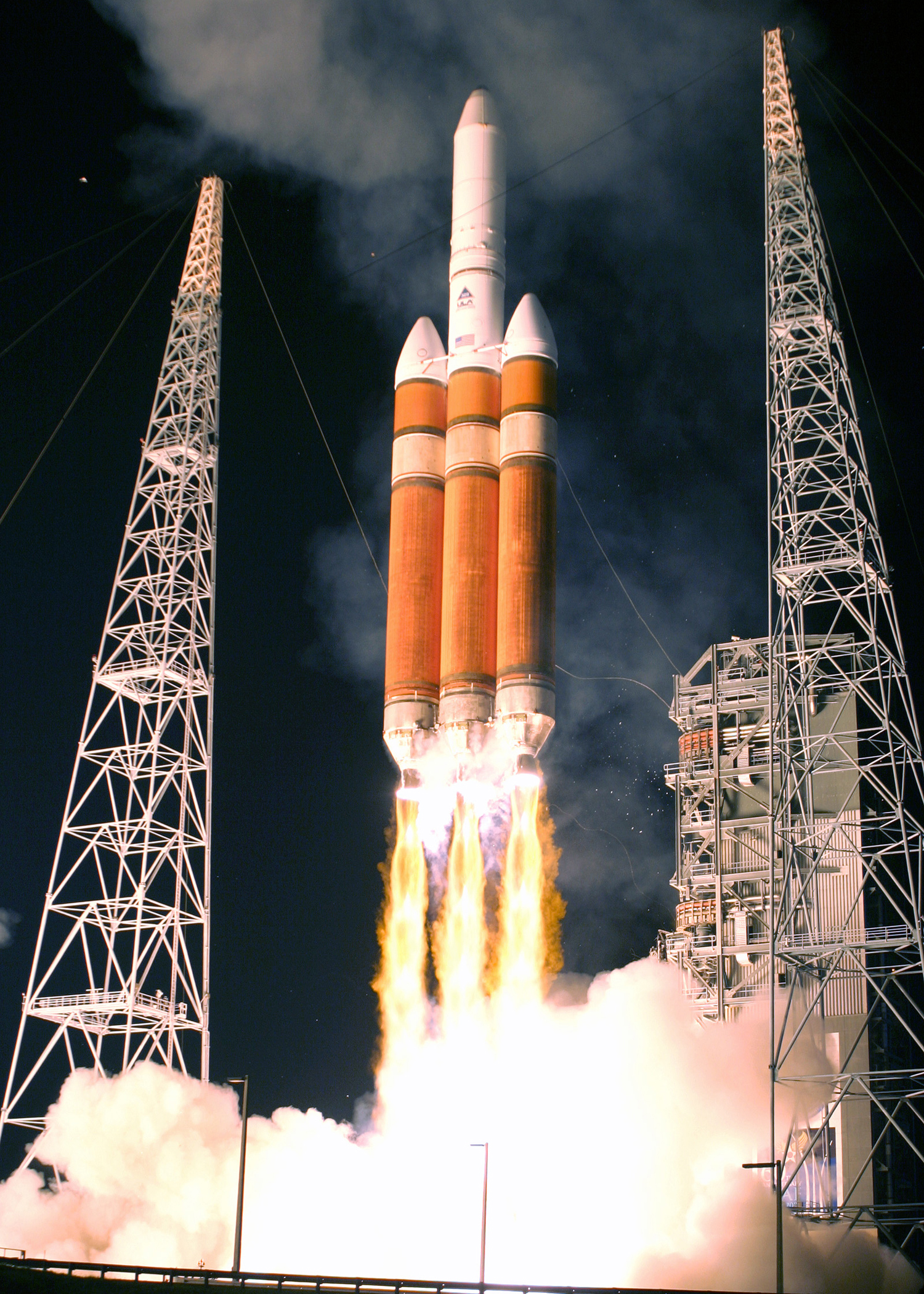
三角洲四號重型運載火箭於2007年在卡納維爾角空軍基地發射

## 早期概念
在三角洲4號運載火箭初期發展的計畫書中，曾經提及一個小規模的衍生型，就是用三角洲二號運載火箭的第二節及它的第三節（Thiokol Star 48B），也完全拿三角洲二號運載火箭的整流罩和酬載艙來使用，全部加在標準核心火箭的上方，但此項小規模的改變於1999年被取消了，因為沿用三角洲二號運載火箭的酬載艙並沒有辨法增加運載火箭的酬載能力。

## 未來展望
三角洲四號系列運載火箭未來可能發展的升級計畫包括：增加更多的捆綁式固態輔助火箭，較大推力的主引擎，使用較輕的材料來製作，較大推力的第二節火箭，較多的（可能多達六枚）輔助用標準核心火箭，甚至讓液態氫／液態氧可以交互流通到中央的標準核心火箭，以增長推進時間。上述之方法可以增加酬載能力到100公噸（低地球軌道）。
美國國家航空暨太空總署(NASA)原本計畫利用三角洲四號重型運載火箭發射用來取代太空梭地位的新一代載人探索飛船(Crew Exploration Vehicle)，但隨着美國的載人探索飛船由有翼型的太空梭轉變為與阿波羅太空船相似的膠囊形，以及運用太空梭部件組成的運載火箭，最終美國國家航空暨太空總署只會在戰神五號運載火箭上使用三角洲4號運載火箭的RS-68火箭引擎。
在2006年的研究與發展公司計畫書(RAND Corporation study)中的2020年前國家安全標準部分提到，可能使三角洲4號運載火箭擁有更大的衍生型：“...只有三角洲四號重型運載火箭擁有足夠的酬載能力去發射NSS人造衛星的資格。...三角洲4號運載火箭酬載艙的容積足以容納NSS人造衛星的體積，而且三角洲4號運載火箭可以滿足整個NSS人造衛星的計畫，安全性也非常可靠。為了完成這件計畫，可以增加三角洲四號重型運載火箭的酬載能力，到達可以容納一個美國國家偵查部（National Reconnaissance Office,NRO）的人造衛星。對此項需求最佳的解決方案就是使用三角洲四號重型運載火箭。”

## 發射地點
三角洲4號運載火箭的發射地點有兩個，在美國東部的是卡納維爾角空軍基地LC-37（Launch Complex-37，複合式發射臺）發射臺——這個位置是過去農神一號運載火箭和農神一號B型運載火箭早期無人運載火箭的發射臺。在美國西岸，發射地點在范登堡空軍基地SLC-6（Space Launch Complex-6，太空複合式發射臺）發射臺，主要發射地球極地軌道人造衛星和高傾角人造衛星。這個發射臺原本是要用來發射已經取消的MOL太空站計畫，之後又改為發射地球極地軌道的太空梭，但並沒有任何一次太空梭發射是用SLC-6發射臺。
發射臺的設備在美國東岸或西岸是差不多的。在美國東岸（卡納維爾角）發射臺的上方有一座可動式服務塔（Mobile Service Tower,MST），這個可動式服務塔提供部分整修和保護運載火箭免於受惡劣的天氣侵襲。在可動式服務塔的頂端有一部起重機，可以將酬載物和整流罩或GEM-60固態輔助火箭安裝在半完成的三角洲4號運載火箭。在發射的數小時前，可動式服務塔會翻轉運載火箭到正確位置。在美國西岸（范登堡空軍基地），發射臺上沒有可動式服務塔，取而代之的是可動式組裝保護廠（Mobile Assembly Shelter,MAS），是一個完全包覆運載火箭的廠房，比較卡納維爾角空軍基地的可動式服務塔，是讓運載火箭底部暴露在外。
上述的可動式服務塔或可動式組裝保護場除了中間固定核心塔（Fixed Umbilical Tower,FUT）外，還有二（范登堡空軍基地）到三（卡納維爾角空軍基地）個向外延伸支架，這些支架上的管線運輸液態氫／液態氧，電力，環境監測等功能。這些支架會在運載火箭發射瞬間向後縮，保護這些支架免於被運載火箭的高溫衝擊而損毀。在運載火箭下方的平臺叫發射臺，有六根尾端支持柱(Tail Service Masts,TSMs)，兩根支柱支撐一枚標準核心火箭，發射臺支撐整臺空的標準核心火箭，而尾端支持柱則穩固已加入燃料的標準核心火箭。運載火箭被固定在運載火箭契合單位(Launch Mate Unit,LMU)上，原由螺絲固定，在發射瞬間與運載火箭切斷。載運載火箭發射臺背面有穩固發射臺豎立器（Fixed Pad Erector,FPE），使用兩根長型活塞來將空的運載火箭舉起成為直立狀，運載火箭的建造則是在水平組裝廠（Horizontal Integration Facility,HIF）。在發射臺的下方，有一個火焰導孔，可以將運載火箭產生的熱流導離運載火箭本體或周遭設備。

## 水平綜合裝配廠
水平綜合裝配廠座落於距離發射臺幾公里的位置，是一座巨大的建築物，可同時容納三角洲4號運載火箭的標準核心火箭和第二節進行組裝與測試，不須等到運送至發射臺才開始裝配。如果要組裝的是三角洲四號重型運載火箭，也可以同時將三支標準核心引擎放在水平綜合裝配廠內相互連接。 

## 高架平臺運輸系統
移動三角洲4號運載火箭和數種設備到發射臺，所使用的機具是高架平臺運輸系統（Elevating Platform Transporters,EPTs）。這臺有橡膠輪胎的運輸工具可以使用電力驅動或由柴油引擎推動。柴油引擎驅動高架平臺運輸系統是用來運輸運載火箭，從水平綜合裝配廠運到發射臺。而電力驅動高架平臺運輸系統僅用在水平綜合裝配廠內使用，因為在水平綜合裝配廠內的移動需要非常精細
。

## 運載火箭建造程序
波音公司制定一套三角洲4號運載火箭的建造程序，可減少製造成本和縮短在發射臺上滯留時間。標準核心火箭是在阿拉巴馬州第開特的波音運載火箭製造工廠。經由M/V三角洲水手號（M/V Delta Mariner）運送到發射地點，M/V三角洲水手號也可以利用起重機裝配或卸下貨物。這艘船也可以卸下標準核心發動機並加以翻轉到水平組裝廠內部。由於M/V三角洲水手號的大小並不大，所以第一節和第二節要分開運送（可由一船次載達，但必須要拆解）。
各種測試結束以後，整臺運載火箭會被翻轉成水平於地面，到達發射臺後，穩固發射臺豎立器會將運載火箭舉起到與地面垂直，並進入可動式服務塔進行發射倒數階段（十多天）。同時也會視運載火箭需要加裝石墨環氧基-60(GEM-60)固態助推器，之後更進一步的測試完成後，酬載艙（酬載物已完全封閉在整流罩內）也會運抵發射臺，經由可動式服務塔上的起重機將酬載物與其它部分運載火箭組裝完成。最後在發射火箭的當天，可動式服務塔會從發射臺旁移除，表示火箭已經準備好要進行發射
。

## 三角洲4號運載火箭發射記錄
製表日期: 2011年8月
| 發射日期/時間 (协调世界时) | 火箭型號   | 發射編號 | 發射地點                         | 酬載衛星                                                        | 酬載衛星種類           | 軌道                    | 結果                                   | 備註                                                                             |
| -------------------------- | ---------- | -------- | -------------------------------- | --------------------------------------------------------------- | ---------------------- | ----------------------- | -------------------------------------- | -------------------------------------------------------------------------------- |
| 2002年11月20日 22:39       | 中型+(4,2) | 293      | 卡納維爾角空軍基地SLC-37B 發射臺 | Eutelsat W5                                                     | 商業通信衛星           | 地球同步軌道            | 成功                                   | 首次三角洲4號運載火箭發射                                                        |
| 2003年3月11日 00:59        | 中型       | 296      | 卡納維爾角空軍基地SLC-37B發射臺  | Defense Satellite Communications System DSCS-3 A3衛星 (USA-167) | 軍事通信衛星           | 地球同步軌道            | 成功                                   | 首次三角洲四號中型運載火箭發射 首次美國空軍改進型一次性運載火箭(EELV)任務        |
| 2003年8月29日 23:13        | 中型       | 301      | 卡納維爾角空軍基地SLC-37B發射臺  | DSCS-3 B6衛星 (USA-170)                                         | 軍事通信衛星           | 地球同步軌道            | 成功                                   |                                                                                  |
| 2004年12月21日 21:50       | 重型       | 310      | 卡納維爾角空軍基地LC-37發射臺    | 樣本衛星 /兩枚微衛星                                            | 示範酬載衛星           | 地球同步軌道 (計劃)     | 部分失敗，只有樣本衛星進入(錯誤的)軌道 | 首次三角洲四號重型運載火箭發射                                                   |
| 2006年5月24日 22:11        | 中型+(4,2) | 315      | 卡納維爾角空軍基地LC-37發射臺    | GOES 13 (GOES-N)                                                | 氣象衛星               | 地球同步軌道            | 成功                                   | 三角洲4號運載火箭首次為美國國家航空暨太空總署發射衛星                            |
| 2006年6月28日 03:33        | 中型+(4,2) | 317      | 范登堡空軍基地SLC-6發射臺        | 美國國家偵察局NRO L-22人造衛星                                  | 美國國家偵察局偵察衛星 | Molniya軌道             | 成功                                   | 三角洲4號運載火箭首次從范登堡空軍基地發射                                        |
| 2006年11月4日 13:53        | 中型       | 320      | 范登堡空軍基地SLC-6發射臺        | DMSP 5D3-F17                                                    | 軍事氣象衛星           | 低地球軌道/太陽同步軌道 | 成功                                   | 三角洲4號運載火箭首次發射衛星至低地球軌道/太陽同步軌道                           |
| 2007年11月11日 01:50       | 重型       | 329      | 卡納維爾角空軍基地LC-37發射臺    | 防禦支援系統-23衛星 (DSP-23)                                    | 飛彈警示衛星           | 地球靜止軌道            | 成功                                   | 首枚由聯合發射同盟管理下發射的三角洲4號運載火箭 發射因發射臺受液氧泄漏損壞而押後 |
| 2009年1月18日 02:47        | 重型       | 337      | 卡納維爾角空軍基地LC-37發射臺    | 美國國家偵察局NRO L-26人造衛星 (USA-202)                        | 美國國家偵察局偵察衛星 | 地球靜止軌道            | 成功                                   |                                                                                  |
| 2009年6月27日 22:51        | 中型+(4,2) | 342      | 卡納維爾角空軍基地LC-37發射臺    | GOES 14 (GOES-O)                                                | 氣象衛星               | 地球同步軌道            | 成功                                   |                                                                                  |
| 2009年12月6日 01:47        | 中型+(5,4) | 346      | 卡納維爾角空軍基地LC-37發射臺    | Wideband Global SATCOM system(WGS)SV-3人造衛星                  | 軍事通信衛星           | 地球同步軌道            | 成功                                   |                                                                                  |
| 2010年3月4日 23:57         | 中型+(4,2) | 348      | 卡納維爾角空軍基地LC-37發射臺    | GOES-15 (GOES-P)                                                | 氣象衛星               | 地球同步軌道            | 成功                                   |                                                                                  |
| 2010年5月28日 03:00        | 中型+(4,2) | 349      | 卡納維爾角空軍基地LC-37發射臺    | GPS IIF-1                                                       | 導航衛星               | 中地球軌道              | 成功                                   |                                                                                  |
| 2010年11月21日 22:58       | 重型       | 351      | 卡納維爾角空軍基地LC-37發射臺    | 美國國家偵察局NRO L-32人造衛星 (USA-223)                        | 美國國家偵察局偵察衛星 | 地球靜止軌道            | 成功                                   |                                                                                  |
| 2011年1月20日 21:10        | 重型       | 352      | 范登堡空軍基地SLC-6發射臺        | 美國國家偵察局NRO L-49人造衛星 (USA-224)                        | 美國國家偵察局偵察衛星 | 低地球軌道              | 成功                                   | 首次由范登堡空軍基地發射三角洲四號重型運載火箭                                   |
| 2011年3月11日 23:38        | 中型+(4,2) | 353      | 卡納維爾角空軍基地LC-37發射臺    | 美國國家偵察局NRO L-27人造衛星 (USA-227)                        | 美國國家偵察局偵察衛星 | 地球同步軌道            | 成功                                   |                                                                                  |
| 2011年7月16日 06:41        | 中型+(4,2) | 355      | 卡納維爾角空軍基地LC-37B發射臺   | GPS IIF SV-2                                                    | 導航衛星               | 中地球軌道              | 成功                                   |                                                                                  |

### 過去重要的發射記錄
- 1.首次三角洲4號運載火箭發射一顆Eutelsat W5通訊衛星，所使用的火箭是三角洲四號中型+運載火箭（4,2），發射地點是卡納維爾角空軍基地，這顆Eutelast W5通訊衛星的旋轉軌道是地球同步運載火箭，發射日期是2002年11月20日。
- 2.三角洲四號重型運載火箭首次發射是在2004年10月，發射時間延後到2004年12月是因為壞天氣所致。發射時，由於火箭飛行路線上有氣穴現象（氣窩現象），感應器指示耗盡所有燃料，導致輔助用標準核心火箭和中央的標準輔助火箭引擎提早停止推進。即使充足的液態氫／液態氧讓RS-68火箭引擎重新點燃，依照原計畫繼續進行，但速度不足的結果已造成所以企圖用第二節來彌補標準核心火箭的推進時間不足，讓第二節的燃料用盡才脫離。此次三角洲四號重型運載火箭的發射屬於測試性質，它的酬載物包含：
  - 樣本衛星（DemoSat）——6,020公斤；一個鋁製的圓柱體內裝滿60根黃銅做的桿狀物——原本預計放置在GEO軌道上；然而第一節標準核心火箭推進時間不足，這顆樣本衛星並沒有到達GEO軌道。
  - 微衛星-2（NanoSat-2），預計送到低地球軌道——微衛星有兩顆，重量分別為24公斤和21公斤，它們的暱稱分別為史潑奇（Sparky）和洛夫（Ralphie）——原本預計一天內到達低地球軌道，但因為第一節標準核心火箭推進時間不足，這兩顆微衛星並沒有到達原定軌道[28]。

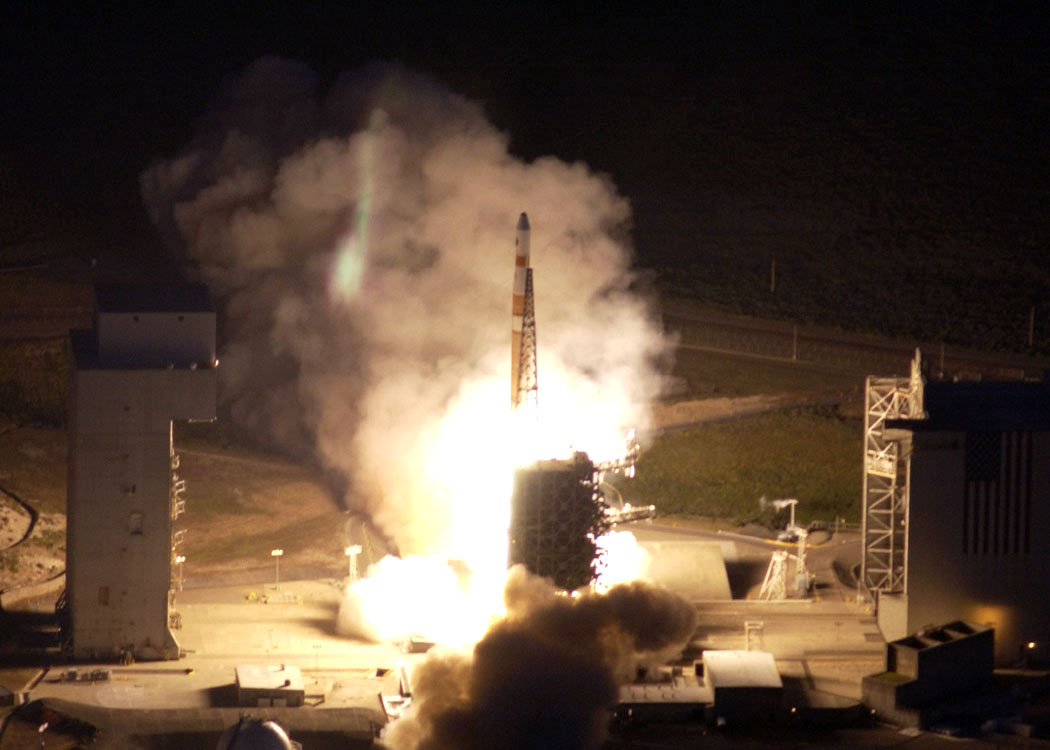
2006年6月由三角洲四號中型+運載火箭（4,2）發射NROL-22衛星

- 3.2006年6月由三角洲四號中型+運載火箭（4,2）發射NROL-22衛星NROL-22衛星，一顆軍事機密衛星由美國國家偵察局製造，在2006年6月由三角洲四號中型+運載火箭（4,2）運載發射，這是三角洲4號運載火箭首次在范登堡空軍基地SLC-6發射臺發射。
- 4.防禦支援系統-23（DSP-23, Defense Support Program-23）衛星，是第一顆由三角洲4號運載火箭商業酬載的衛星，也是聯合發射同盟與三角洲4號運載火箭首次簽署的合約，此次發射也和馬丁公司一起合作。防禦支援系統-23衛星是第二十三顆也是最後一顆防禦支援系統飛彈警示系統的衛星（Defense Support Program missile-warning），發射地點在卡納維爾角空軍基地，時間是2007年11月11日1時50分00秒（格林威治標準時），2007年11月10日8時50分（美國東部標準時，EST）[29]。

## 相關圖片

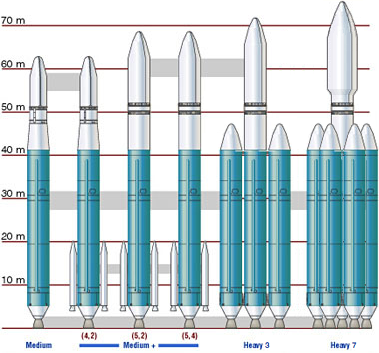
三角洲四號系列運載火箭
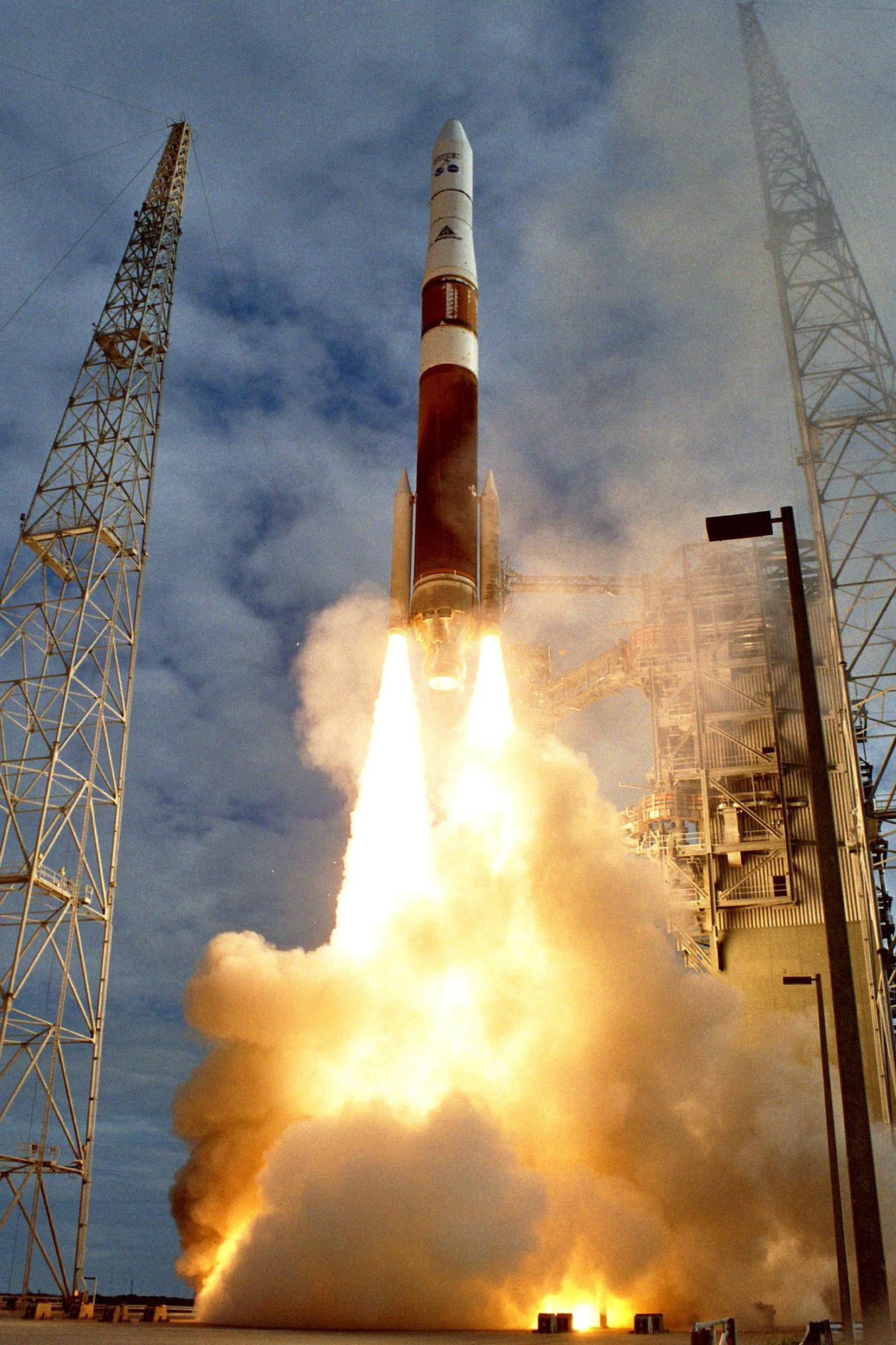
三角洲四號M+(4,2)型運載火箭發射

## 外部連結
- 聯合發射同盟的三角洲系列運載火箭頁面
- 波音公司三角洲4號運載火箭首頁
- 三角洲4號運載火箭資料（页面存档备份，存于） 在甘特太空頁面（Gunter's Space Page）
- 比較三角洲四號重型運載火箭和太空梭
- 波音公司三角洲四號運火箭的靜特寫（页面存档备份，存于），2004年12月6日太空新聞（Space News）。
- 洛克达因公司首頁
- Astronautix.com的相關連結：
  - 三角洲四號重型運載火箭
  - 三角洲四號中型+運載火箭（5,4）
  - 三角洲四號中型+運載火箭（5,2）
  - 三角洲四號中型+運載火箭（4,2）
  - 三角洲中型運載火箭